# Simona Manzaneda
Simona Manzaneda   (La Paz, 28 d'octubre de 1770 - 1816) també coneguda pel sobrenom de "La jubonera" va ser una heroïna de la independència del seu país. Juntament amb Úrsula Goyzueta i Vicenta Juaristi, "roman en l'imaginari col·lectiu de La Paz com a símbol de la lluita contra l'opressió colonial".

## Biografia
Era filla de Josefa Manzaneda, es va casar amb Pablo Gonzales i va tenir un fill anomenat Jose María. Professionalment, brodava jubileos (confeccionava jaquetes per a les vacances) i aquesta feina era la seva manera de guanyar-se la vida. Va quedar vídua i no es va tornar a casar, va lluitar en la revolta per la independència.

### Trajectòria revolucionària
Aquesta dona d'origen popular, va arribar a convertir-se en una gran líder, dirigia la fàbrica de municions i va preparar quadres de lluita per la llibertat, formava i adoctrinava artesans i agricultors. Els llocs d'operacions eren normalment les cases de la senyora Vicenta Juaristi. Els plecs de la faldilla de Simon eren un lloc segur on amagar la correspondència revolucionària que havia d'arribar al seu destí.
El 16 de juliol de 1809, quan va esclatar la revolució encapçalada per Murillo, Simona va dirigir diversos grups patriòtics, i després Graneros, el seu fill i alguns patriotes, van entrar a la caserna dels veterans i van treure les armes per repartir-les entre la gent del poble. En els nou mesos que Murillo va organitzar el govern, ell mateix va fer costat als patriotes.
Però novement, al desembre de 1809, quan Goyeneche entrava a La Paz amb l'exèrcit reialista, es va sentir un fort rugit de canó; en aquesta situació, els patriotes van presentar lluita però, tant pel que fa al nombre d'armes com a la seva qualitat, van ser derrotats.
Quan les tropes de Goyeneche van capturar els patriotes, Simona va aconseguir fugir a Río Abajo i es va refugiar entre els seus familiars, alliberant-se de l'execució juntament amb Murillo.
El 1811, va fer una altra aparició al camp de batalla a causa de l'arribada de l'exèrcit auxiliar argentí. El 1814, arran de l'atac a La Paz de Muñecas i Pinelo, ella mateixa, situada al centre de la ciutat, va organitzar un grup de patriotes que van ajudar a la victòria de les armes contra el tirà Valde Hoyos. El matí del 28 de setembre del mateix any, quan la pólvora va esclatar a la caserna i va matar l'exèrcit nacionalista, va ser present als fets del Cabildo.

### Detenció i pena de mort
El 1816, l'exèrcit reialista va marxar cap a La Paz per castigar durament els rebels, ordenant-los que no deixessin més tresors que les llàgrimes de La Paz, van posar en pràctica el seu pla i van començar a assetjar les dones capturant Manzaneda, i després, mitjançant un judici sumari, la va executar en públic. La van treure al carrer, li van treure la túnica, li van treure les trenes dels cabells, la van posar sobre un ruc i li van lligar les mans a l'esquena, la van portar a la forca i la van disparar a l'esquena quan va arribar a la forca.

## Homenatges
- El 2020 va ser homenatjada en el dia de l'heroisme per la pau juntament amb unes altres 10 heroïnes. Per lluitar durament per la independència de la República a la Revolució del 16 de juliol de 1809.[3]